# Hejiang, Luzhou
Hejiang, tidigare stavat Hokiang, är ett härad som lyder under Luzhous stad på prefekturnivå i Sichuan-provinsen i sydvästra Kina.